# Schlacht um Aachen
1944: Overlord · Dragoon · Mons · Market Garden · Scheldemündung · Aachen · Hürtgenwald · Queen · Elsass-Lothringen · Ardennen
1945: Nordwind · Bodenplatte · Blackcock · Colmar · Veritable · Grenade · Blockbuster · Lumberjack · Undertone · Plunder · Flashpoint · Aschaffenburg · Würzburg · Ruhrkessel · Friesoythe · Nürnberg

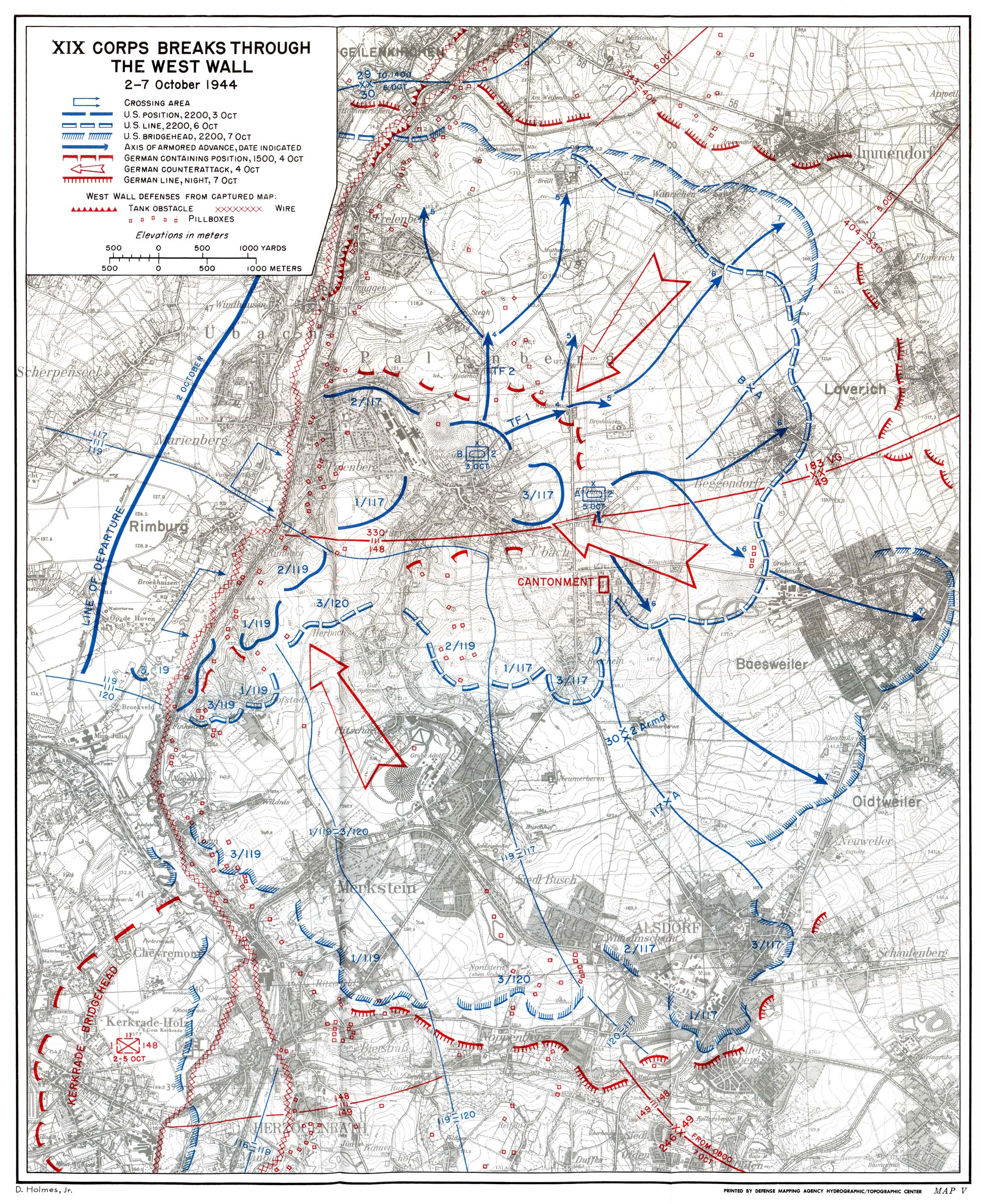
Karte zum Angriff des XIXth Corps 1944

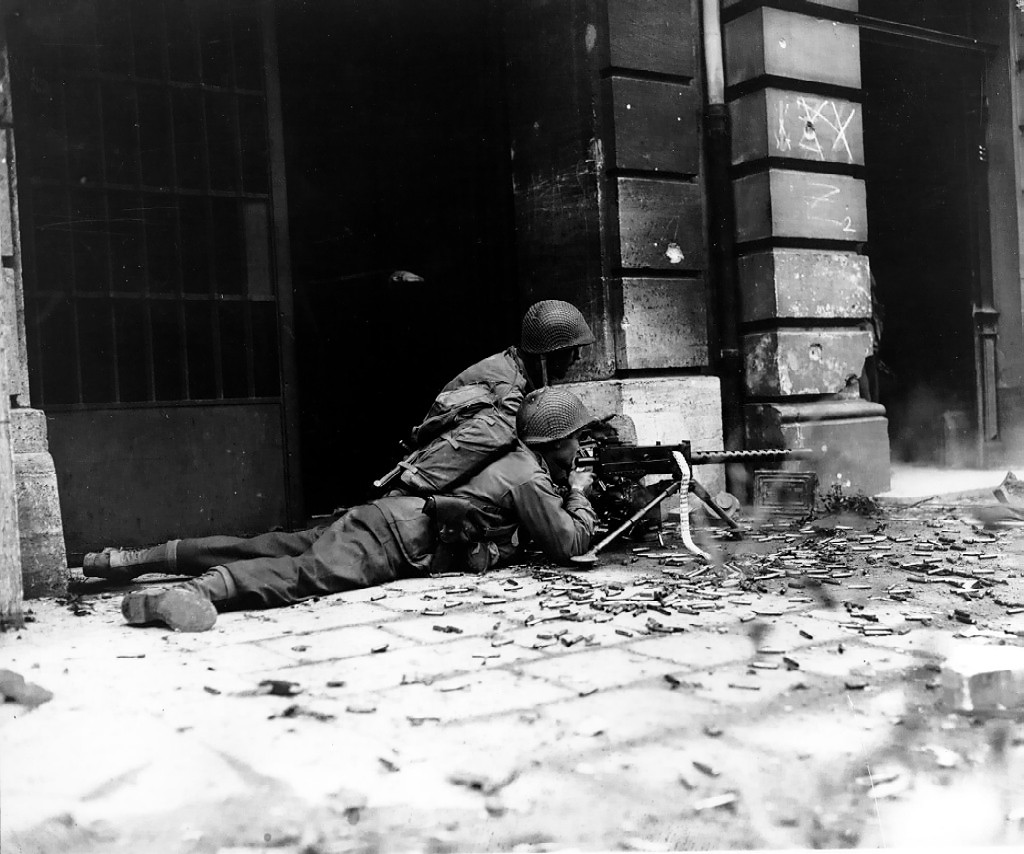
Soldaten der US Army (2nd Bat./ 26th Infantry Regiment) in den Straßen Aachens, 15. Oktober 1944

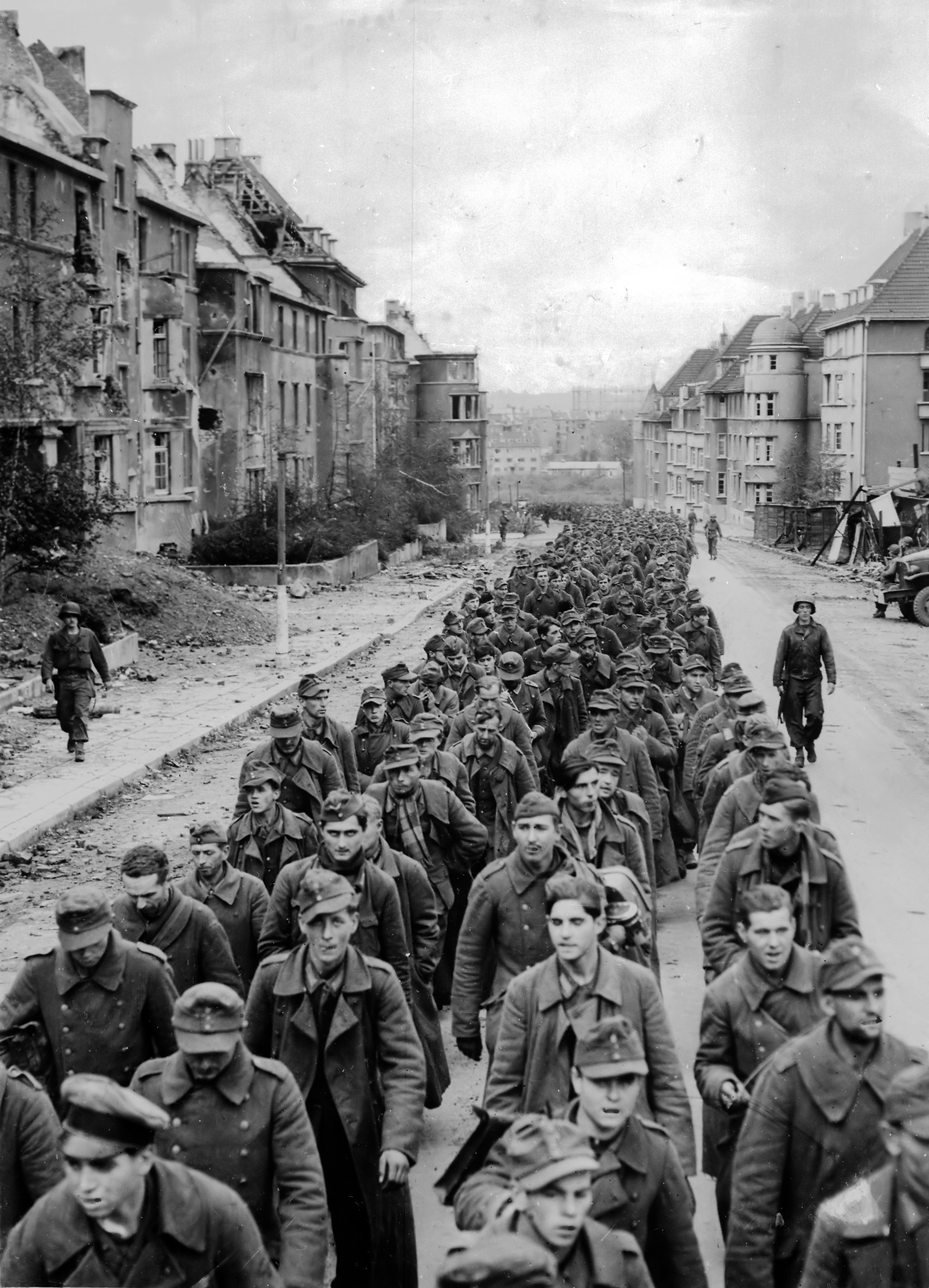
Marschkolonne deutscher Kriegsgefangener durch die Ruinen der Stadt Aachen im Oktober 1944

Die Schlacht um Aachen fand im Oktober 1944 in der Stadt Aachen im Verlauf des Zweiten Weltkriegs statt. Während der Kämpfe lebten dort noch 20.000 der ursprünglich 160.000 Einwohner (1939). Der Reichsführer SS Heinrich Himmler hatte zuvor die Evakuierung der Stadt untersagt. Die Stadt wurde von Soldaten der Wehrmacht verteidigt. Ab dem 12. Oktober war Oberst Gerhard Wilck ihr Kommandant.

## Lage
Aachen ist die am weitesten westlich gelegene Großstadt Deutschlands. Sie war und ist als Kaiserstadt Karls des Großen sowie Krönungsort der römisch-deutschen Könige und Kaiser von hoher kultureller Bedeutung.
In militärischer Hinsicht war Aachen wenig bedeutend, weil die Hauptkampflinie des Westwall südlich der Stadt verlief und das Stadtgebiet von Aachen nur mit schwachen Befestigungen in den Kampfraum integriert war. Das große bebaute Gebiet Aachens war jedoch für die US-Streitkräfte vor allem ein Hindernis, das sie schnellstmöglich umgehen wollten, um weiter südlich die Stellungen des Westwall anzugreifen und ihn dort zu durchstoßen. Die verteidigenden deutschen Kräfte waren und galten als relativ schwach.
Die überdehnten Nachschublinien verzögerten letztlich den amerikanischen Angriff auf Aachen noch bis zum 2. Oktober, weil die Streitkräfte immer noch von den Häfen in Cherbourg und der Normandie versorgt wurden (der Hafen Antwerpen war zwar in alliierter Hand; er konnte aber erst nach der Schlacht an der Scheldemündung genutzt werden). Die Häfen der Kanalküste waren zu „Festungen“ erklärt worden und noch von deutschen Garnisonen besetzt.
Die alliierten Kräfte, die an der Schlacht um Aachen beteiligt waren, gehörten hauptsächlich zu den amerikanischen VII Corps und XIX Corps, die südlich und nördlich der Stadt angriffen.
Auf deutscher Seite waren Anfang bis Mitte September in und um Aachen die Truppen des LXXXI. (81.) Armee-Korps der 7. Armee der Heeresgruppe B zusammengezogen. Mit einigen schwachen Großverbänden, der 9. Panzer-Division, der Panzer-Brigade 105, der 116. Panzer-Division und der 49. Infanterie-Division, von zusammen etwa 18.000 Mann und der Garnisonstruppe in Aachen unter dem Stadtkommandanten Oberst Maximilian Leyherr verfügte das Korps über eine dünne Verteidigungslinie nach Westen. Ab dem 18. September wurde dem LXXXI. (81.) Armee-Korps die 183. Volks-Grenadier-Division zugeführt, die gerade erst aufgestellt worden war und nun nördlich der Stadt zum Einsatz kommen sollte, wo auch die 49. Infanterie-Division im Einsatz stand.

## Verlauf
Nach der Verfolgung der deutschen Truppen durch Frankreich hindurch überschritt das VII Corps am 12. September 1944 die deutsche Grenze und stieß bis zum 15. September südlich von Aachen auf den Westwall vor, bis schwieriges Gelände und wachsender Widerstand der Wehrmacht den Vorstoß im Raum Stolberg zum Stehen brachten. Dabei wurden starke Stellungen im Süden Aachens umgangen.
Währenddessen wurde General Gerhard Graf von Schwerin, Kommandeur der 116. Panzer-Division, am 13. September mit der Verteidigung der Stadt beauftragt. Seine Division sollte mit nur ca. 600 Mann und 12 Panzern die Stadt halten. Die Aussichtslosigkeit dieses Kampfes erkennend, wollte von Schwerin Aachen zur offenen Stadt erklären, um die Bevölkerung zu schützen. Nachdem er bereits ein Schreiben für die alliierten Truppen verfasst und in der Stadt hinterlegt hatte, erhielt er den Befehl mit seinen Truppen einen amerikanischen Aufklärungsvorstoß am südwestlichen Stadtrand aufzuhalten. Trotz des Versuchs das Schreiben zurückzuerhalten, gelangte dies in die Hände von Gestapo oder der SS, was zu einer unmittelbaren Meldung ans Führerhauptquartier führte. Von Schwerin wurde sofort seiner Führungsaufgabe entbunden und unter Arrest gestellt. Die Division übernahm Oberst Gerhard Wilck, der erst noch anreisen musste.
Bereits am 14. September 1944 hatten die US-amerikanische Einheiten den 10 Kilometer Luftlinie südöstlich vom Zentrum gelegenen Ortsteil Kornelimünster eingenommen, ohne dass es dort zu größeren Zerstörungen gekommen war. Nördlich des VII Corps operierte das XIX Corps, das einige Tage zurückgefallen war und am 20. September 1944 zum Angriff auf den Westwall nördlich Aachen antreten sollte.

### Auswirkungen der Operation Market Garden
Am 17. September begann etwa 150 Kilometer weiter nördlich die alliierte Operation Market Garden und die deutsche Führung musste Kräfte zur Verhinderung eines alliierten Durchbruchs weiter nördlich zusammenziehen. Die Divisionskampfgruppe 116. Panzer-Division wurde am 27. September aus der Verteidigungslinie der Stadt abgezogen. Die Reste der in der ersten Phase der Schlacht um Aachen endgültig abgekämpften Panzer-Brigade 105 wurden Ende September in die 9. Panzer-Division eingegliedert, die nunmehr dem II. (2.) SS-Panzer-Korps zugeteilt und in den Raum Arnheim verlegt wurde. Das LXXXI. (81.) Armee-Korps wurde durch den Abzug dieser Truppen deutlich geschwächt. Allerdings erhielt das Korps als Ersatz die kurz vorher aufgestellte 246. Volks-Grenadier-Division zugeführt.

### Angriff auf die Stadt
Anfang Oktober begannen die 30th Infantry Division des XIX Corps und das 18th Infantry Regiment der 1st Infantry Division des VII Corps damit, Aachen in einem Zangenangriff einzuschließen. Während das 18th Infantry Regiment bereits am 8. Oktober die gesetzten Operationsziele im Raum Verlautenheide/Haaren östlich Aachens erreichte, benötigte die 30th Infantry Division bis zum 16. Oktober, um ihr Angriffsziel im Raum Würselen (8 Kilometer nordöstlich von Aachen) zu erreichen und damit den Ring um Aachen zu schließen.

### Kapitulationsangebot
Am 10. Oktober wurde den deutschen Truppen in Aachen ein Kapitulationsangebot unterbreitet. Nach Ablauf des Ultimatums wurde die Stadt von Artillerie beschossen und durch Luftstreitkräfte bombardiert. Insbesondere erfolgten demoralisierende stundenlange Einsätze von US-Jagdbombern des Typs P-47 „Thunderbolt“.
Nachdem die alliierten Angriffe der Operation Market Garden um den 25. September geendet hatten, erreichten um den 11. Oktober zurückkehrende Kräfte der Divisionskampfgruppe 116. Panzer-Division, die nunmehr dem I. (1.) SS-Panzer-Korps unterstellt waren, den Raum nördlich von Aachen. Auf deutscher Seite trafen nun südöstlich von Aachen nach und nach Teile der 12. Volks-Grenadier-Division und lösten die Reste der 275. Infanterie-Division ab, um die Stellungen des VIIth Corps anzugreifen. Beide Zangenarme der US-Streitkräfte mussten sich gegen ausgebaute deutsche Stellungen, erbitterten Widerstand und wiederholte Gegenangriffe durchsetzen. Hier, nicht in Aachen selbst, lag der Schwerpunkt der Kampfhandlungen, in denen deutsche Reserven immer wieder versuchten, den Einschließungsring zu durchbrechen und die verbliebenen deutschen Kräfte in Aachen zu entsetzen.
Am 12. Oktober ersetzte Hitler Oberst Maximilian Leyherr, der bis dahin Stadtkommandant gewesen war, durch Oberst Gerhard Wilck und teilte Wilck etwa 5.000 Soldaten des Volkssturms zu. Wilck wurde auf unbedingtes Halten „bis zum letzten Mann“ verpflichtet. Das entsprach dem Befehl Hitlers, wonach es für die Verteidiger deutscher Städte und Dörfer nur „Halten der Stellung oder Vernichtung“ gab. Generalfeldmarschall Gerd von Rundstedt erinnerte die Verteidiger Aachens mehrmals an diesen Befehl.
Wilck war bewusst, dass sein Aushalten in Aachen militärisch sinnlos war.
Ein Sturmangriff auf Aachen erfolgte zunächst nicht, weil sich die beiden US-Divisionen gegen schwere deutsche Gegenangriffe wehren mussten, die bis zum 19. Oktober andauerten.

### Angriff aufs Stadtzentrum
Am 21. Oktober griff das 26th Infantry Regiment der 1st Infantry Division die Innenstadt von Aachen direkt an. Ein Bataillon des Regiments besetzte die Fabrikanlagen im Nordosten der Stadt, zwei weitere Bataillone starteten am 13. und 14. Oktober einen Angriff in Richtung des Lousbergs, an dessen Fuß sich in einem Luftschutzbunker das Hauptquartier der eingeschlossenen Aachener Verteidigungskräfte befand. Es gelang auch die Besetzung einer anderen wichtigen Erhebung im Norden (Stadtgarten), die den US-Truppen Überblick über die Stadt bot. Am 15. Oktober wurde dem 26th Infantry Regiment ein weiteres Bataillon zugeteilt, um die eroberten Stadtteile zu besetzen. Kurz darauf wurde eine gemischte Task-Force aus einem Panzer- und einem Infanteriebataillon eingesetzt, die bis zum 19. Oktober das Angriffsziel nach schweren Kämpfen nehmen konnte.

### Kapitulation
Am 21. Oktober um 12:05 Uhr kapitulierte Oberst Wilck und ging mit 3.473 Mann in Gefangenschaft, nachdem US-Truppen zu seinem Befehlsstand durchgebrochen waren. Insgesamt gingen fast 12.000 deutsche Soldaten in Gefangenschaft.
Laut den Berichten des Reichspropagandaministeriums fand das Schicksal Aachens in allen Teilen des Reiches starke Beachtung. Wilck ließ vor der Kapitulation noch heroische Funksprüche senden.

## Nach der Schlacht
Der außergewöhnlich kalte Winter 1944/45 behinderte die US-Truppen; der oft tagelang bedeckte Himmel hinderte sie daran, ihre Luftüberlegenheit zu nutzen.
Vom 6. Oktober 1944 bis 10. Februar 1945 kämpften US-Truppen etwa fünf bis zehn Kilometer südlich von Aachen die Schlacht im Hürtgenwald. Die südliche Umgehung der Stadt führte zu einem erbitterten Kampf, in dem beide Seiten erhebliche Verluste erlitten. In der amerikanischen Erinnerungskultur zum Zweiten Weltkrieg ist diese Schlacht stark verankert, da der Vorstoß auf den bei den Alliierten als Siegfried-Linie bezeichneten Westwall und den Rurstausee durch Waldgelände ohne starke mechanische Unterstützung durch Panzertruppen stattfinden musste und viele Tote und Verwundete bei der amerikanischen Infanterie zur Folge hatte. Die teilweise Sprengung des Rurdamms führte im Februar östlich und nordöstlich von Aachen dazu, dass die Rur über einen längeren Zeitraum von den Alliierten nicht überschritten werden konnte.
Die Angriffe nördlich der Stadt, durch das für den Einsatz von Panzern besser geeignete Gelände, stießen von Beginn der Kämpfe bei Aachen an auf massiven deutschen Widerstand. Versuche, die dortigen Abwehrstellungen in diesem Gebiet durch einen Vorstoß südlich von Aachen durch den Hürtgenwald zu umgehen, wurden wie zuvor beschrieben zu einem Desaster.
Vom 16. November bis zum 16. Dezember 1944 kämpften US-Truppen und britische Truppen (zusammen etwa 100.000 Mann) in der Operation Queen nördlich von Aachen, um bis zur Rur vorzurücken.
Trotz ihrer personellen und materiellen Überlegenheit und ihrer fast totalen Luftherrschaft kamen sie nur langsam voran; die Wehrmacht verteidigte fast jedes der zahlreichen Dörfer in der Region verbissen. Besonders im Gebiet zwischen Geilenkirchen, Alsdorf und Würselen tobten nördlich von Aachen noch wochenlang schwere und verlustreiche Kämpfe.
Am 16. Dezember 1944 begann die Wehrmacht etwa 20 bis 30 Kilometer südlich von Aachen zur Überraschung der Westalliierten die Ardennenoffensive.